# Melanotaenia pygmaea
Melanotaenia pygmaea är en fiskart som beskrevs av Allen, 1978. Melanotaenia pygmaea ingår i släktet Melanotaenia och familjen Melanotaeniidae. IUCN kategoriserar arten globalt som nära hotad. Inga underarter finns listade i Catalogue of Life.